# ベンジャミン・マングローナ
ベンジャミン・タイサカン・マングローナ（Benjamin Taisacan Manglona, 1938年3月31日 - 2016年4月24日）はアメリカ合衆国・北マリアナ諸島の政治家、土木技術者。1990年から1994年まで第3代北マリアナ諸島副知事を務め、1998年から2006年までロタ市長を務めた。

## 経歴・人物
北マリアナ諸島のロタ島に生まれ、ハワイのホノルル・コミュニティ・カレッジで工学技術の学位を、グアム大学で土木工学技術の準学士号を取得した。その後、裁判所の書記官補佐やミクロネシアの主要航空会社であるコンチネンタル・ミクロネシアでステーションマネージャーを務めた。

### 太平洋諸島信託統治領の政治家として
1963年、マリアナ諸島地区議会議員に当選して政界に進出。その後、1965年から1970年まで、太平洋諸島信託統治領のミクロネシア連邦議会の議員となった。

### 北マリアナ諸島の政治家として
1972年にロタ島を代表してマリアナ政治地位委員会の委員を務めた。1976年の北マリアナ諸島第一回憲法大会では初代副会長を務め、北マリアナ諸島憲法の起草に貢献した。1978年に第1回北マリアナ諸島自治連邦議会の上院議員に選出されて以降、第6回議会（1988年 - 1990年）までの間、連続して上院議員に再選された。
1989年、北マリアナ諸島知事候補ロレンツォ・デ・レオン・ゲレーロのもとで副知事に立候補し当選。1990年から1994年まで1期務めた。その後、1997年にロタ市長選挙で現職のジョセフ・ソンガオ・イノスを破り、1998年から2006年まで2期連続で市長を務めた。2006年の選挙ではイノスが当選した。
2011年3月、北マリアナ諸島下院は、ロタ島選出の議員で無所属のテレシタ・A・サントスによって提出された下院決議17-45を採択し、マングローナを「公職における卓越したキャリアと北マリアナ諸島自治連邦区への模範的な貢献」として表彰した。同年4月6日、北マリアナ諸島上院は、マングローナの貢献を称え、ロタ国際空港の名称を「ベンジャミン・タイサカン・マングローナ国際空港」に変更する法案を可決。この法案は下院を通過して法律が成立し、当時知事代行を務めていたエロイ・イノスの署名で発効した。
2016年4月24日、ロタ島で脳卒中のため78歳で死去した。